# 470 навчальний центр службового собаківництва Збройних Сил РФ
470 навча́льний центр службо́вого собаківни́цтва Збро́йних Сил РФ — кінологічна школа у РФ.
У Центрі 340 службових собак, 432 курсанти проходять військову службу. Центр призначений для підготовки вожатих і службових собак для вартової служби, охорони особливо важливих об'єктів та мінно-розшукових розрахунків, в які входять вожатий і мінно-розшукова собака.
Службовими собаками Центру під час радянсько-німецької війни було виконано чимало завдань різного типу. У 1944 році за розмінування міста Риги школа нагороджена орденом Червоної зірки, 25 червня 1945 школа брала участь зі своїми вихованцями в параді Перемоги на Красній площі в Москві.